# APOBEC3H
APOBEC3H (англ. Apolipoprotein B mRNA editing enzyme catalytic subunit 3H) – білок, який кодується однойменним геном, розташованим у людей на короткому плечі 22-ї хромосоми.  Довжина поліпептидного ланцюга білка становить 200 амінокислот, а молекулярна маса — 23 531.
| 10         |  | 20         |  | 30         |  | 40         |  | 50         |
| ---------- |  | ---------- |  | ---------- |  | ---------- |  | ---------- |
| MALLTAETFR |  | LQFNNKRRLR |  | RPYYPRKALL |  | CYQLTPQNGS |  | TPTRGYFENK |
| KKCHAEICFI |  | NEIKSMGLDE |  | TQCYQVTCYL |  | TWSPCSSCAW |  | ELVDFIKAHD |
| HLNLGIFASR |  | LYYHWCKPQQ |  | KGLRLLCGSQ |  | VPVEVMGFPK |  | FADCWENFVD |
| HEKPLSFNPY |  | KMLEELDKNS |  | RAIKRRLERI |  | KIPGVRAQGR |  | YMDILCDAEV |
|            |  |            |  |            |  |            |  |            |

A: Аланін

C: Цистеїн

D: Аспарагінова кислота

E: Глутамінова кислота

F: Фенілаланін

G: Гліцин

H: Гістидин

I: Ізолейцин

K: Лізин

L: Лейцин

M: Метіонін

N: Аспарагін

P: Пролін

Q: Глутамін

R: Аргінін

S: Серин

T: Треонін

V: Валін

W: Триптофан

Кодований геном білок за функцією належить до гідролаз. 
Задіяний у таких біологічних процесах як імунітет, вроджений імунітет, антивірусний захист. 
Білок має сайт для зв'язування з іонами металів, іоном цинку. 
Локалізований у цитоплазмі, ядрі.